# Аргентина на зимових Олімпійських іграх 1960
Аргентина на зимових Олімпійських іграх 1960 року, які проходили в американському Скво-Веллі, була представлена 6 спортсменами (5 чоловіками та однією жінкою) у двох видах спорту: гірськолижний спорт та лижні перегони. Прапороносцем на церемонії відкритті була єдина жінка у команді гірськолижниця Марія Крістіна Швайзер.
Аргентина вчетверте взяла участь у зимовій Олімпіаді. Аргентинські спортсмени не здобули жодної медалі.

## Гірськолижний спорт
| Спортсмен              | Змагання                     | Спуск 1 | Спуск 1 | Спуск 2 | Спуск 2 | Разом  | Разом |
| Спортсмен              | Змагання                     | Час     | Місце   | Час     | Місце   | Час    | Місце |
| ---------------------- | ---------------------------- | ------- | ------- | ------- | ------- | ------ | ----- |
| Клементе Теллечея      | швидкісний спуск, чоловіки   |         |         |         |         | 3:20.2 | 60    |
| Освальдо Анкінас       | швидкісний спуск, чоловіки   |         |         |         |         | 2:28.4 | 45    |
| Клементе Теллечея      | гігантський слалом, чоловіки |         |         |         |         | DSQ    | –     |
| Дієго Швайцер          | гігантський слалом, чоловіки |         |         |         |         | 2:28.0 | 55    |
| Освальдо Анкінас       | гігантський слалом, чоловіки |         |         |         |         | 2:05.1 | 32    |
| Хорхе Абелардо Ейрас   | слалом, чоловіки             | n/a     | n/a     | DSQ     | –       | DSQ    | –     |
| Дієго Швайцер          | слалом, чоловіки             | 1:32.2  | 48      | 1:34.6  | 37      | 3:06.8 | 38    |
| Клементе Теллечея      | слалом, чоловіки             | 1:28.7  | 45      | 1:26.0  | 32      | 2:54.7 | 32    |
| Освальдо Анкінас       | слалом, чоловіки             | 1:17.5  | 23      | 1:06.7  | 16      | 2:24.2 | 16    |
| Марія Крістіна Швайзер | швидкісний спуск, жінки      |         |         |         |         | 1:51.0 | 29    |
| Марія Крістіна Швайзер | гігантський слалом, жінки    |         |         |         |         | 1:55.2 | 35    |
| Марія Крістіна Швайзер | слалом, жінки                | 1:05.9  | 31      | 1:06.0  | 28      | 2:11.9 | 25    |

## Лижні перегони
| Дисципліна       | Спортсмен        | Дистанція | Дистанція |
| Дисципліна       | Спортсмен        | Час       | Місце     |
| ---------------- | ---------------- | --------- | --------- |
| 15 км (чоловіки) | Франциско Херман | 1'09:59.3 | 53        |
| 30 км (чоловіки) | Франциско Херман | 2'33:27.4 | 44        |